# Ruggero da Vicopisano
Ruggero da Vicopisano (Vicopisano, c.a 1140 – Losanna, 1220) è stato un vescovo cattolico italiano.

## Biografia
Menzionato la prima volta come vescovo di Losanna nel 1178. Letterato, discendente da una distinta famiglia di Vicopisano, castello situato a ovest di Pisa, fu nominato vescovo di Losanna da papa Alessandro III dopo le dimissioni forzate di Landri de Durnes (1178). Visto che al suo arrivo non trovò altro che "un po' di vino rosso", per riprendere le sue parole, si impegnò per incrementare i diritti e le entrate della diocesi. Mosse guerra ai conti di Ginevra (1186-95) e a Tommaso I di Savoia (1203-10). Rinunciò alla carica l'8 gennaio 1212 e visse poi ancora otto anni a Losanna come canonico. Morì nel 1220.
Assieme al suo predecessore Landri de Durnes svolse un ruolo importante nella costruzione della cattedrale di Losanna e fu testimone, nel 1219 dell'incendio che distrusse buona parte della città ed una parte della cattedrale.
Fu sepolto nella cattedrale di Losanna, con l'eccezionale onore della sepoltura con il pallio, anche se non si sa con certezza se la tomba che tradizionalmente è indicata come la sua, contenga realmente le sue spoglie.